# Houstonia longifolia
Houstonia longifolia es una especie de planta perenne de la familia de las rubiáceas. Se encuentra en la mayoría de los estados del este de los Estados Unidos y Canadá.

## Taxonomía
Houstonia longifolia fue descrita por Joseph Gaertner y publicado en De Fructibus et Seminibus Plantarum.... 1: 226, en el año 1788.
Variedades aceptadas
- Houstonia longifolia var. longifolia
- Houstonia longifolia var. tenuifolia (Nutt.) Alph.Wood

Sinonimia
- Chamisme longifolia (Gaertn.) Nieuwl.
- Hedyotis longifolia (Gaertn.) Hook.
- Hedyotis purpurea var. longifolia (Gaertn.) Fosberg
- Houstonia purpurea var. longifolia (Gaertn.) A.Gray
- Oldenlandia purpurea var. longifolia (Gaertn.) A.Gray[2]

 var. longifolia
- Houstonia longifolia var. compacta Terrell
- Houstonia longifolia var. glabra Terrell
- Houstonia longifolia var. musci B.Boivin
- Houstonia longifolia var. soperi B.Boivin[3]

var. tenuifolia (Nutt.) Alph.Wood
- Chamisme tenuifolia (Nutt.) Nieuwl.
- Hedyotis longifolia var. tenuifolia (Nutt.) Torr. & A.Gray
- Hedyotis nuttalliana Fosberg
- Hedyotis purpurea var. tenuifolia (Nutt.) Fosberg
- Houstonia purpurea var. tenuifolia (Nutt.) A.Gray
- Houstonia tenuifolia Nutt.
- Oldenlandia purpurea var. tenuifolia (Nutt.) A.Gray ex Chapm.[4]